# Ninas Welt
Ninas Welt war die erste in Deutschland ausgestrahlte Seifenoper, die als bewegtes Bild speziell für Mobiles Fernsehen und Web (Internet) produziert wurde. So kann man Ninas Welt als ersten in Deutschland produzierten Mobisode- und Webisode-Hybriden betrachten. Insgesamt umfasst die Staffel 78 Folgen von je 3 Minuten Laufzeit.

## Format
Absender-Marke des Formates ist die Mobile- und Web-Plattform mittendrin. Ninas Welt wurde vom 13. November 2006 bis zum Frühjahr 2007 dreimal wöchentlich (montags, mittwochs und freitags) ausgestrahlt. Stargast der Soap war die Popsängerin LaFee, die in Ninas Welt erstmals als Schauspielerin auftrat.

## Hintergrund
Ninas Welt ist die Fortsetzung der Handy-Foto-Soap mittendrin – Berlin rockt! welche vom 16. März 2006 bis zum 11. Oktober 2006 als Fotogeschichte auf über 65.000 Mobiltelefonen sowie im Internet ausgestrahlt wurde. Zudem besuchten 1,5 Millionen Zuschauer pro Monat die Seite im Windows Live Messenger und die Webseite des Senders.